# Maria Kurnatowska
Maria Elżbieta Kurnatowska (ur. 2 lipca 1945 w Strzelnie, zm. 27 marca 2009 w Bydgoszczy) – polska polityk, samorządowiec, posłanka na Sejm II kadencji.

## Życiorys
Córka Włodzimierza i Antoniny. W 1970 ukończyła studia na Wydziale Historycznym Uniwersytetu im. Adama Mickiewicza w Poznaniu. Pracowała jako nauczyciel historii, później przeszła na emeryturę.
Należała do Polskiego Stronnictwa Ludowego, z którego listy sprawowała mandat posła na Sejm w latach 1993–1997 z okręgu bydgoskiego. Później parokrotnie bez powodzenia kandydowała w wyborach parlamentarnych. Od 1998 do 2009 nieprzerwanie zasiadała w sejmiku kujawsko-pomorskim I, II i III kadencji. Do 2006 zajmowała stanowisko członka zarządu województwa.
Odznaczona Złotym Krzyżem Zasługi (1999).
Pochowana na cmentarzu w Mogilnie.